# 1274
1274 (MCCLXXIV) fue un año común comenzado en lunes del calendario juliano.

## Acontecimientos
- Primera reunión de la Comuna del Campo en Cataluña.
- Los benimerines, en sus enfrentamientos con los nazaríes, pactan la alianza militar con los mercenarios aragoneses en el tratado de Barcelona.
- Jaime I de Aragón concede la Carta Puebla a Villanueva y Geltrú, y funda Villarreal (Castellón).
- Se celebra el Segundo Concilio Lugdunense.
- Elección de Rodolfo de Habsburgo como rey de Alemania tras el Gran Interregno.
- Se añade el tercer piso de la Torre de Pisa y comienza a inclinarse.

### Asia
- Primera invasión Mongol a Japón.
- El Go-Uda sucede a Kameyama en el Trono del Crisantemo en Japón.
- Gong Di sucede al emperador Du de China.

## Arte y literatura
- El italiano Bonvesin de la Riva publica el Libro de le tre scritture.

## Nacimientos
- 11 de julio - Roberto I, rey de Escocia (1306-1329).

## Fallecimientos
- 7 de marzo: Tomás de Aquino, escritor, filósofo y teólogo italiano. (n. 1225)
- 15 de julio: Buenaventura de Fidanza, filósofo y religioso italiano. (n. 1221)
- 26 de junio: Nasir al-Din al-Tusi, científico, matemático, biólogo, químico, astrónomo, teólogo, filósofo y médico persa.
- 22 de julio: Enrique I, rey navarro (1270-1274). (n. 1238)
- 15 de agosto: Robert de Sorbón, religioso francés. (n. 1201)
- 28 de noviembre: Felipe de Castilla y Suabia. Infante de Castilla, hijo de Fernando III el Santo, rey de Castilla y León. Arzobispo electo de Sevilla.